# Liste der Kommandoflaggen der deutschen Wehrmacht und des Heeres
Unter der Liste der Kommandoflaggen der deutschen Wehrmacht und des Heeres finden sich alle höheren Kommandoflaggen, -stander und -wimpel, die in den Jahren zwischen 1933 und 1945 von der Reichswehr, der Wehrmacht und dem deutschen Heer verwendet wurden.

## Höhere Kommandoflaggen der Reichswehr und Wehrmacht
| Flagge | Datum     | Bezeichnung                                                                  | Beschreibung |
| ------ | --------- | ---------------------------------------------------------------------------- | --- |
|        | 1933–1935 | Kommandoflagge des Reichswehrministers                                       | Die Flagge wurde am 14. März 1933 eingeführt und bis zum 23. Juli 1935 verwendet. Die Position des Reichswehrministers und Oberbefehlshabers der Wehrmacht wurde seit dem 30. Januar 1933 von Werner von Blomberg eingenommen |
|        | 1935      | Kommandoflagge des Reichskriegsministers und Oberbefehlshabers der Wehrmacht | Angenommen am 23. Juli 1935. Verwendet bis zum 5. Oktober 1935. Die Umbenennung in Reichskriegsministerium erfolgte am 21. Mai 1935 |
|        | 1935–1938 | Kommandoflagge des Reichskriegsministers und Oberbefehlshabers der Wehrmacht | Angenommen am 5. Oktober 1935. Verwendet bis zum 4. Februar 1938. Nach der Entlassung von Blombergs im Februar 1938 durch Adolf Hitler, nahm dieser selbst die Position des Oberbefehlshabers der Wehrmacht ein. Die Kommandoflagge wurde daher nicht mehr verwendet und durch die nachfolgende ersetzt. |
|        | 1938–1945 | Persönliche Standarte Adolf Hitlers als Oberbefehlshaber der Wehrmacht       | Die bereits am 11. April 1935 angenommene persönliche Standarte Adolf Hitlers wurde nach der Entlassung Werner von Blombergs auch zur Repräsentation des Oberbefehlshabers der Wehrmacht verwendet. Ferner diente sie seit dem 19. Dezember 1941 praktisch auch als Kommandoflagge für den Oberbefehlshaber des Heeres, nachdem Hitler auch diese Position selbst übernommen hatte |
|        | 1938–1941 | Kommandoflagge für den Chef des Oberkommandos der Wehrmacht                  | Mit der direkten Übernahme der Kommandogewalt über die Wehrmacht durch Adolf Hitler, wurde das Reichskriegsministerium aufgelöst und durch ein neu geschaffenes Oberkommando der Wehrmacht (OKW) ersetzt. Dessen Chef war von Beginn an und bis Kriegsende Wilhelm Keitel. Die Flagge wurde am 6. August 1938 angenommen und ausschließlich an Kraftfahrzeugen verwendet. Die Maße entsprachen der nachfolgenden Flagge. |
|        | 1941–1945 | Kommandoflagge für den Chef des Oberkommandos der Wehrmacht                  | Die Flagge wurde am 7. April 1941 eingeführt, nachdem Wilhelm Keitel bereits am 19. Juli 1940 zum Generalfeldmarschall befördert worden war. Die Flagge wurde ebenfalls nur an Kraftfahrzeugen eingesetzt. Sie besaß ein Verhältnis von Länge zur Höhe von 5 zu 3. In der Praxis war sie 30 cm hoch, 45 cm lang und mit einem 15 cm tiefen Einschnitt versehen. Im weißen Mittelkreis befanden sich zwei gekreuzte Generalfeldmarschallstäbe, auf die ein Reichsadler aufgelegt war. Dieser saß auf einem Kranz, der ein aufrecht stehendes Hakenkreuz umfasste |

## Höhere Kommandoflaggen besetzter Territorien
| Flagge | Datum     | Bezeichnung                                 | Beschreibung |
| ------ | --------- | ------------------------------------------- | --- |
|        | 1940–1945 | Kommandoflagge eines Militärbefehlshabers   | Ein Militärbefehlshaber war der Chef aller zivilen Einrichtungen in einem besetzten Gebiet (Polizei, Verwaltung u. s. w.) und war Angehöriger der Wehrmacht. Die Flagge war quadratisch geformt, besaß jedoch offenbar keine fest definierte Größe |
|        | 1940–1945 | Kommandoflagge eines Wehrmachtbefehlshabers | Ein Wehrmachtbefehlshaber war der Chef aller militärischen Einheiten in einem besetzten Gebiet das nicht unter Militärverwaltung stand. Die Flagge war quadratisch geformt, besaß jedoch offenbar keine fest definierte Größe                      |

## Höhere Kommandoflaggen des Heeres
| Flagge | Datum     | Bezeichnung                                                         | Beschreibung |
| ------ | --------- | ------------------------------------------------------------------- | --- |
|        | 1933–1935 | Flagge für den Oberbefehlshaber des Heeres                          | Zwischen Februar 1934 und Juni 1935 war die Bezeichnung: Flagge des Chefs der Heeresleitung. Die Position des Oberbefehlshabers besetzte von 1932 bis 1938 Werner von Fritsch |
|        | 1935–1941 | Flagge für den Oberbefehlshaber des Heeres                          | 1938 übernahm Walther von Brauchitsch das Oberkommando. Dieses besaß er bis zum 19. Dezember 1941, als Adolf Hitler sich selbst auch zum Oberbefehlshaber des Heeres machte. Die Flagge wurde somit nicht mehr verwendet; an ihre Stelle wurde praktisch die persönliche Standarte Adolf Hitlers (siehe oben) gesetzt. |
|        | 1944–1945 | Flagge für den Chef des Generalstabs des Heeres                     | Die Flagge wurde am 1. September 1944 eingeführt und bis kurz vor Kriegsende verwendet. Da die Position des Chefs des Heeresgeneralstabs in diesem Zeitraum von Heinz Guderian eingenommen wurde, brachte man die Flagge vor allem mit seiner Person in Verbindung                                                     |
|        | 1941–1945 | Kraftfahrzeug-Hoheitszeichen für Generalfeldmarschälle des Heeres   | Die Flagge wurde am 23. April 1941 eingeführt, war von quadratischer Form und besaß eine Seitenlänge von 30 cm. |
|        | 1941–1945 | Kraftfahrzeug-Hoheitszeichen für Generale des Heeres                | Der Wimpel wurde am 23. April 1941 eingeführt. Die Länge betrug 35 cm bei einer Höhe von 23 cm |
|        | 1941–1945 | Kraftfahrzeug-Hoheitszeichen für die übrigen Angehörigen des Heeres | Der Wimpel wurde am 23. April 1941 eingeführt. Die Länge betrug 30 cm bei einer Höhe von 20 cm |
|        | 1941–1945 | Kommandoflagge für den Oberbefehlshaber einer Heeresgruppe          | |
|        | 1933–1945 | Kommandoflagge für den Oberbefehlshaber eines Armeeoberkommandos    | Bis zum Jahr 1941 war die Bezeichnung: Flagge für den Stab eines Armeeoberkommandos |
|        | 1941–1945 | Kommandoflagge für den Befehlshaber einer Panzergruppe              | |
|        | 1933–1945 | Kommandoflagge für den kommandierenden General eines Armeekorps     | Bis zum Jahr 1941 war die Bezeichnung: Flagge für den Stab eines Generalkommandos |
|        | 1933–1945 | Kommandoflagge für den Kommandeur einer Division                    | Bis zum Jahr 1941 war die Bezeichnung: Flagge für den Stab einer Division |